# Policarp Malîhin
Policarp Malîhin (9 marzo 1954) è un ex canoista rumeno.

## Palmarès

### Olimpiadi
- 1 medaglia:
  - 1 bronzo (Montréal 1976 nel K-2 500 m)

### Mondiali
- 3 medaglie:
  - 2 argenti (Belgrado 1975 nel K-2 1000 m; Sofia 1977 nel K-4 500 m)
  - 1 bronzo (Belgrado 1975 nel K-2 500 m)